# Saint-Pal-de-Senouire
Saint-Pal-de-Senouire (okzitanisch: Sent Pal de Senoira) ist eine französische Gemeinde mit 109 Einwohnern (Stand: 1. Januar 2022). Sie liegt im Département Haute-Loire in der Region Auvergne-Rhône-Alpes (vor 2016 Auvergne) und gehört zum Arrondissement Brioude sowie zum Kanton Plateau du Haut-Velay granitique. 

## Geographie
Saint-Pal-de-Senouire liegt etwa 37 Kilometer nordnordwestlich von Le Puy-en-Velay. 
Umgeben wird Saint-Pal-de-Senouire von den Nachbargemeinden Connangles im Norden, Sembadel im Osten, Monlet im Südosten, La Chapelle-Bertin im Süden, Collat im Westen und Südwesten sowie Berbezit im Westen und Nordwesten.

## Bevölkerungsentwicklung
| Jahr                       | 1962 | 1968 | 1975 | 1982 | 1990 | 1999 | 2006 | 2011 | 2017 |
| Einwohner                  | 300  | 268  | 217  | 174  | 143  | 118  | 98   | 105  | 109  |
| Quellen: Cassini und INSEE |      |      |      |      |      |      |      |      |      |

## Sehenswürdigkeiten
- Kirche Saint-Paul